# Sehirinae
Sehirinae este o subfamilie de ploșnițe din familia Cydnidae.  Subfamilia în România este reprezentată prin 6 genuri și 15 specii.

## Speciile din România
Genul Legnotus (Schiødte, 1849) 
1 Legnotus limbosus (Geoffroy, 1785)
2 Legnotus picipes (Fallen, 1807)
3 Legnotus fumigatus (Costa, 1855)
Genul Canthophorus (Mulsant et Rey, 1866) 
1 Canthophorus dubius (Scopoli, 1763)
2 Canthophorus impressus (Horváth, 1881)
3 Canthophorus melanopterus (Herrich-Schäffer, 1835)
Genul Tritomegas (Amyot & Serville, 1843) 
1 Tritomegas bicolor (Linne, 1758)
2 Tritomegas sexmaculatus (Rambur, 1842)
Genul Adomerus (Mulsant & Rey, 1866) 
1 Adomerus biguttatus (Linné, 1758)
Genul Sehirus (Amyot & Serville, 1843) 
1 Sehirus morio (Linne, 1761)
2 Sehirus luctuosus (Mulsant & Rey, 1866)
3 Sehirus parens (Mulsant & Rey, 1866
4 Sehirus ovatus (Herrich-Schäffer, 1840)
Genul Ochetostethus (Fieber, 1860) 
1 Ochetostethus nanus (Herrich-Schäffer, 1834)
2 Ochetostethus balcanicus (Wagner, 1940)

## Legături externe
Materiale media legate de Sehirinae la Wikimedia Commons